# Karomama I
Karomama I (fl. IX secolo a.C.) è stata una regina egizia della XXII dinastia.
Fu verosimilmente figlia del faraone Takelot I, ed è la meglio conosciuta delle tre mogli del faraone Osorkon II (le altre due furono Isetemkheb e Djedmutesankh). Fu la madre di almeno due principi e tre principesse:
- principe Sheshonq, che fu Sommo Sacerdote di Ptah;
- principe Hornakhte, che fu Sommo sacerdote di Amon a Tanis e morì a 8 o 9 anni, venendo sepolto nella tomba del padre[4];
- principessa Tashakheper, che fu forse Divina Sposa di Amon durante il regno di Takelot III;
- principessa Karomama, forse da identificare con Karomama Meritmut, la Divina Sposa di Amon;
- principessa [Ta?]iirmer.

Osorkon II eresse numerosi monumenti durante il suo lungo regno, durato tra i 25 e 30 anni (l'egittologo Aidan Dodson giunge ad attribuirgliene 38 o 39). Tra questi si segnala un cortile delle feste davanti al tempio di Bastet a Bubasti con un raffinato portale trionfale rivestito di porfido rosso e decorato con rilievi di divinità e della famiglia reale, fra cui immagini di Karomama, risalente al 22º anno del regno. Rilievi della regina Karomama insieme allo sposo si sono conservate su alcuni blocchi.
L'identità del padre di Karomama I è oggetto di dibattito: fu sicuramente un faraone, dato che la regina poté fregiarsi del titolo di Figlia del Re. Poiché non risulta che abbia mai avuto il titolo di Sorella del Re, si potrebbe pensare che non fosse figlia di re Takelot I - anche se il mancato ritrovamento di tale titolo non è probante. Altri candidati sono Sheshonq II e Horsaset.